# Asafo
Asafo ist die Bezeichnung lokaler Kriegerorganisationen unter den Akan-Völkern im heutigen Ghana. Der Name ist abgeleitet von Twi osa (= Krieg, Sing. asa = Kriege, Plur.) und ...fo (= Mensch, Sing. und Plur.). Aber es gab sie nicht nur in den Gesellschaften der Akan, auch unter den Ga, den Guang oder Völkern wie den Krobo waren sie in der Vergangenheit eingeführt worden.

## Asafo in den Küstenstaaten

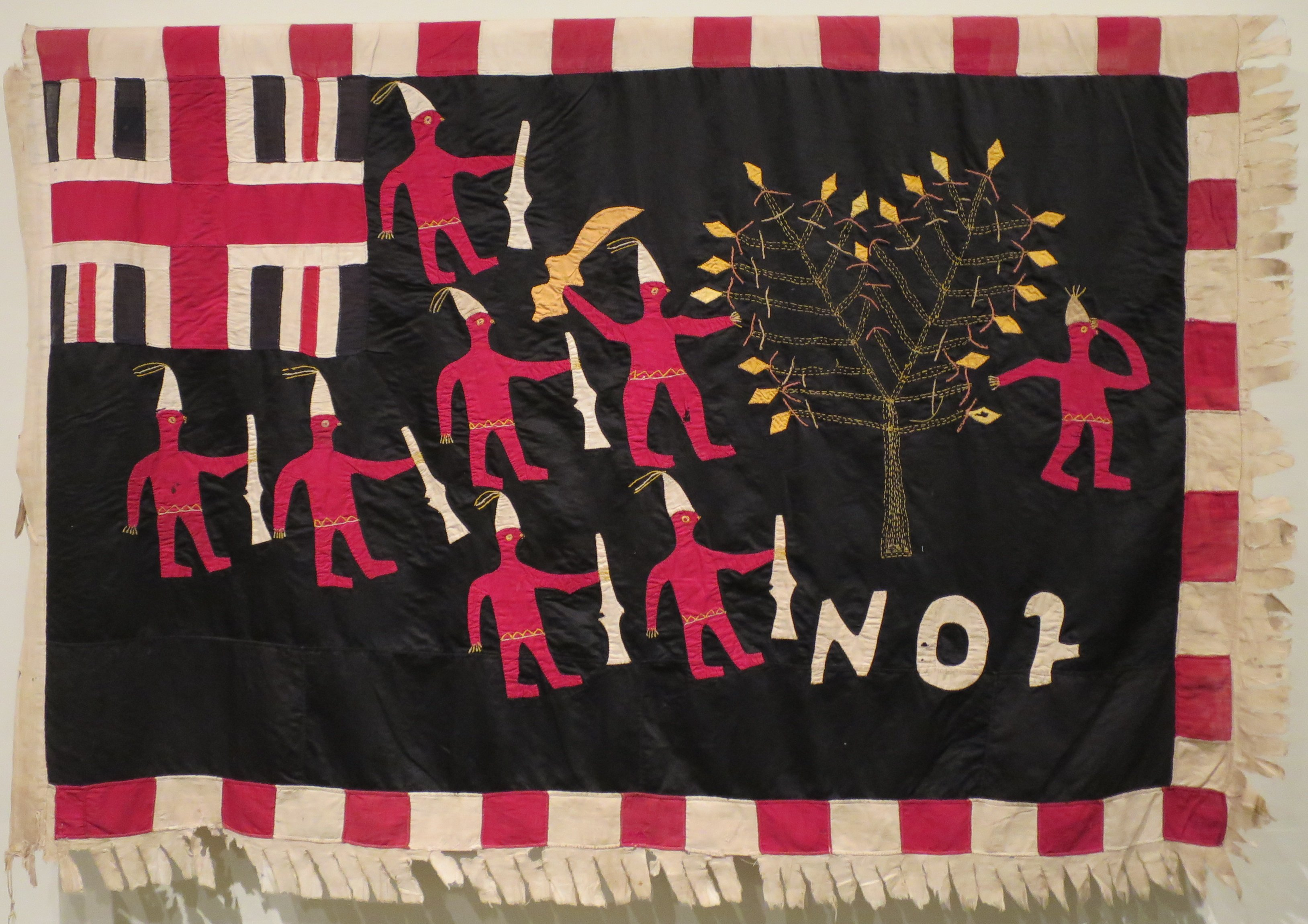
Jede Asafo-Einheit hatte auch ihre eigenen Symbole: hier die Flagge einer Asafo-Kompanie der Fantis, um 1900

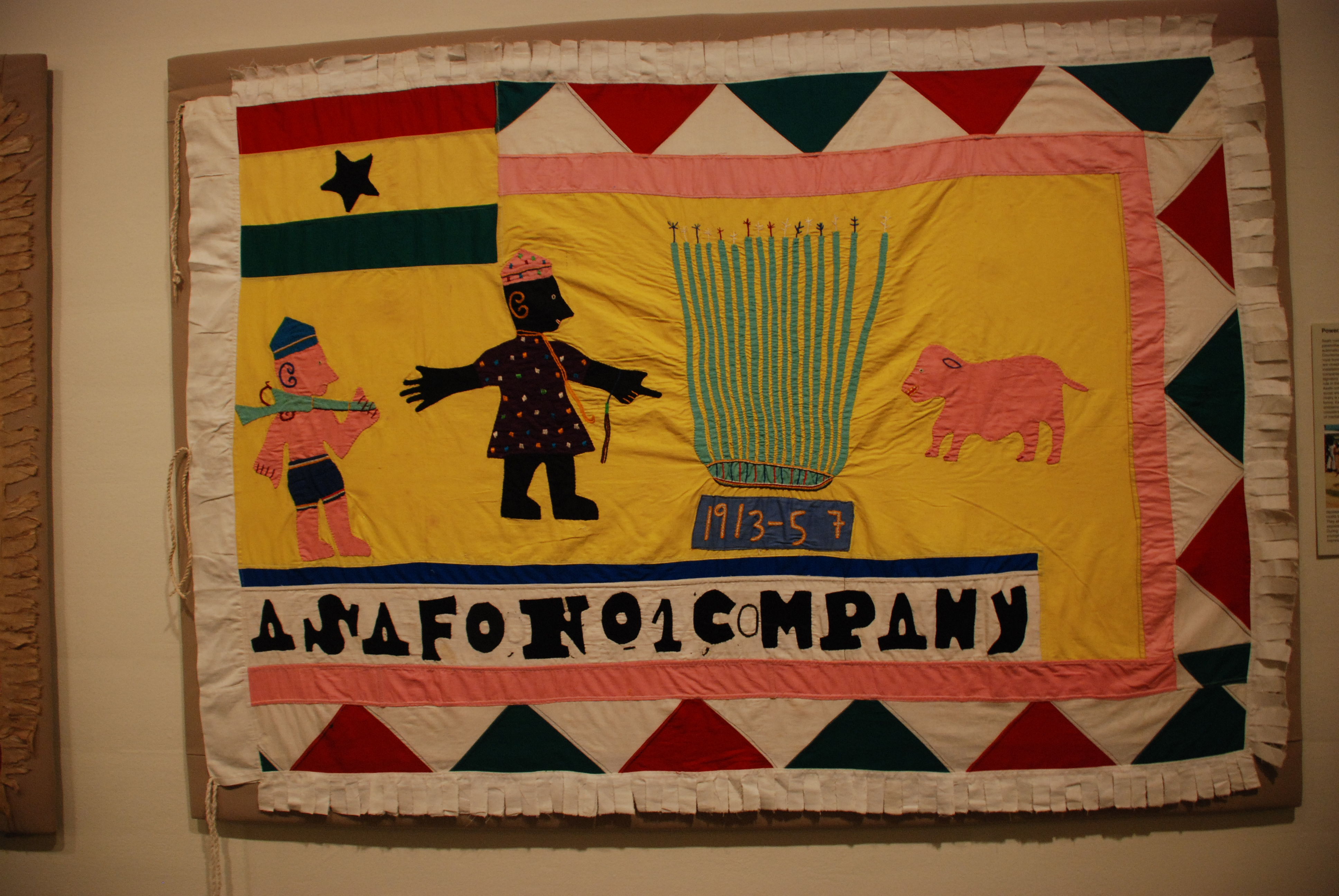
Beispiel einer Asafo-Flagge aus heutiger Zeit: Asafo-Kompanie Nr. 1 aus der Twifo-Region (westliches Goldküstenhinterland)

Bei den Fante und anderen Küstenvölkern der zentralen Goldküste war das Asafo-System die Kernstruktur der Militäreinheiten, die auf der Ebene von Dörfern oder Städten organisiert waren. Die Europäer haben in historischer Zeit für diese Asafo-Einheiten den Begriff Kompanie gebraucht. In der heutigen Fanti-Sprache werden diese als Atsikuw oder nur Kuw bezeichnet. Die Mitgliedschaft zu einer Asafo-Einheit bzw. einer ihrer Untereinheiten ergab sich in der Vergangenheit automatisch durch die Mitgliedschaft zu einer patrilinearen Blutsverwandtschaft innerhalb eines Ortes oder eines Stadtteils. Fremdstämmige Männer, welche im Ort lebten, konnten frei wählen hinsichtlich ihrer Mitgliedschaft zu einer Asafo-Kompanie. Es wurde aber erwartet, dass man sich bei längerem Aufenthalt einer der Asafo-Einheiten anschloss. Alle Städte und größeren Dörfer hatten eine oder mehrere solcher Asafos, welche zumeist die Clans oder Stadtbezirke repräsentierten und auch dementsprechende Namensbezeichnungen führten. Aber dies war nicht zwingend festgeschrieben, mitunter waren auch die Bezeichnungen örtlicher Nachbarschaften als Bezeichnung der Asafo-Kompanien miteinander austauschbar. Die Asafo-Kompanien sind aus den Manceros hervorgegangen, wie es sie als militärische Strukturen bis zur Mitte des 17. Jahrhunderts gegeben hat. Das Wort ist abgeleitet von portugiesisch Mancebo (Jugend), in der Fanti-Sprache: Mbrantsie, aber dies ist nicht nur das Wort für Jugend, sondern so wurde auch die kämpfende Truppe eines Dorfes oder einer Stadt genannt, welche allerdings zum Hauptteil von der männlichen Jugend eines Ortes gestellt wurde.
Die Aufgaben einer solchen Asafo-Kompanie waren in der Vergangenheit sehr vielschichtiger Natur. Natürlich waren sie in historischer Zeit der militärischen Hauptbestandteil der Heere und bildeten die eigentliche kämpfende Truppe. Daneben waren sie aber auch die Polizei innerhalb ihrer Ortschaften bzw. zu Kolonialzeiten bildeten sie in größeren Orten eine polizeiunterstützende Truppe, die mitunter in Anspruch genommen wurde, um bspw. Verhaftungen durchzuführen, um bei der Suche nach vermissten Personen mitzuwirken, um gefährliche Tiere zu töten, welche den Ort bedrohten oder z. B. auch um einen Selbstmord zu vereiteln u. dgl. mehr. Es war auch ihre Aufgabe, die unmittelbare Umgebung sauber zu halten, insbesondere die Wege zu heiligen Schreinen, sowie wichtige öffentliche Plätze und Gebäude. Mitunter hatten sie auch eine gewisse juristische Macht, insbesondere bei kleineren Vergehen oder bei Verletzung des Asafo-Eides (Asafo Ntam). Der Führer der Asafo-Kompanie war in diesem Fall der Chefankläger, einer der Dorfältesten den Richter. Die Eingliederung von Älteren in das Asafo-System ist einer der Besonderheiten des Asafo-Systems in Fanti und den anderen Küstenstaaten und scheint ein Unterscheidungsmerkmal zu den Asafo-Systemen Asantes, Akims oder weiterer Akan-Staaten zu sein. Beim Fanti-System werden bestimmte Positionen innerhalb der Asafo-Einheit von älteren Asafo-Mitgliedern besetzt, wie z. B. das Amt der Egyanom (wörtlich: Väter), das von älteren Männern besetzt wird, oder das der Asafo Nkyerebaa, das in der Vergangenheit nur von einer älteren Frau besetzt werden konnte. Ihre Aufgaben liegen zumeist im organisatorischen Bereich.
Natürlich spielt die wehrfähige Jugend den aktivsten Teil innerhalb einer Asafo-Kompanie. Dies betraf nicht nur die männliche Jugend, auch junge Frauen wurden in der Vergangenheit in bestimmten Sektionen der Asafos organisiert. Solche Fraueneinheiten nannten sich Adzewa. Das eben erwähnte Amt der Asafo Nkyerebaa ist auch das Oberhaupt der Adzewa.
In den Küstenstädten mit Europäerforts pflegten die Forts in der Vergangenheit die Stadtstreitkräfte ebenfalls mit ein oder zwei separaten Asafo-Kompanien zu unterstützen, die im Felde dem Oberkommando des Tufohen unterstellt waren. Größere Fort-Asafos wurden in der Regel noch einmal unterteilt. Üblich war dabei eine Brofomba (Kompanie der Forterbauer (Handwerker)) und die Akrampa (Mulattenkompanie). Bei kleineren Forts wurden Brofomba und Akrampa auch zu einer einzigen Asafo-Einheit zusammengefasst. Bei der Akrampa betraf dies jedoch nur diejenigen männlichen Mulatten, welche nicht als Mulatten-Soldaten europäische Uniformen trugen und mit zur europäischen Fortbesatzung zählten. Auch handelte es sich bei den Akrampa zumeist um Freiwillige.
Eine Ausnahme bildet die Alata-Kompanie der Asafo von Mouri. Sie geht in ihren unmittelbaren Ursprüngen auf eine Schiffsladung Sklaven zurück, welche von den Holländern aus der Bucht von Biafra im Jahre 1624 herübergebracht worden war, wahrscheinlich, um sie zum Wiederaufbau des hiesigen, zerstörten Fortes einzusetzen. Man kann im Gesamtsystem auch eine westafrikanische Variante der sonst in den historischen Niederlanden üblichen Schutterei sehen.
Eine weitere Besonderheit des Asafo-Systems in Fante ist die Untergliederung in kleinere Abteilungen, den sog. Bron oder Brong, welche man im deutschen Militär wahrscheinlich als Zug bezeichnen würde, was aber nicht mit einer festen Anzahl an Personen verbunden ist, sondern vielmehr mit der Zugehörigkeit zu einem der patrilinearen Clans. In der Vergangenheit war es mehrfach zwischen rivalisierenden Clans ein und desselben Stadtbezirks, also innerhalb einer solchen Asafo und auch zwischen mehreren Asafos einer Stadt zu Spannungen gekommen, die mitunter in einen regelrechten Bandenkrieg gipfelten. Dies war z. B. in Apam 1930 oder Cape Coast 1932 der Fall, wo mehrere Menschen ihr Leben verloren und die Kolonialbehörden zum bewaffneten Eingreifen gezwungen waren. Da jede Asafo-Kompanie auch einen gemeinsamen Stützpunkt in der Stadt besitzt, wollte man mit dieser Brong-Unterteilung erreichen, dass jeder Clan mehr oder weniger unter sich ist und die Brongs sich beim Dienst in der Station einander ablösten, um dem eventuelle Aufkommen von Spannungen bei einer gemeinsamen Dienstausübung vorzubeugen. Diese Struktureinteilung kam bereits Ende des 18. Jahrhunderts auf.
Der Führer einer einzelnen Asafo-Brong war der Supi, während der militärische Kommandeur mehrerer Asafo-Kompanien der Tufohen(e) war bzw. ist. So wurde bspw. der Tufohen von Cape Coast im Jahre 1780, Captain Aggrey, beschrieben als General von verschiedenen Kompanien von Soldaten, welche zur Stadt gehören innerhalb derer er große Macht und das Kommando hat. Daneben wird er auch beschrieben als captain-general of the town oder als captain soldiers of the town. Man kann den Tufohen daher als Kommandant der einheimischen Stadtstreitkräfte bezeichnen.
Beispiele für die Namen der Brong-Untereinheiten einzelner Asafo-Kompanien:
- - Kormantin (Kromantse) 1645:

Bentsir; Nkum
- - Cape Coast 1789 und 1803:

Bentsir; Anaafo (Untere Stadt); Ntsin; Nkum
- - Elmina 1816:

Ankobia (historisch: Ankobeafo); Akyemfo (historisch: Arjemfoe); Nkodwofo (historisch: Cudjofoe); Wombirfo (historisch: Panjafoe); Abesefo (historisch: Abesie); Alatabanfo (historisch: Abadie); Anyampafo (historisch: Enjampan) und Akrampafo (historisch: Akranpafo); Die spätere Maworefo-Einheit (historisch: Mbrawurafo) ist aus der Akyemfo-Einheit hervorgegangen. Eine Brofomba-Kompanie in der Elmina-Asafo gab es vor 1811 nicht.
- - Cape Coast 1859:

Bentsir; Anaafo (Untere Stadt); Ntsin; Nkum; Brofomba; Akrampa; Amanfor (Neustadt)
- - Winneba (heute):

Tuafo (Pfadfinder, Aufklärer, Vorhut); Dentsifo (Hauptkörper)
Im heutigen Winneba ist der Wettbewerb zwischen den einzelnen Asafo-Brongs der Stadt auch eines der Hauptbestandteile des alljährlich stattfindenden Aboakyer-Festivals.

## Asafo in Akim
Der oder die Asafo, oder vollständig Asafo Kyirem, war eine Krieger-Organisation in Akim, deren Schaffung die zweite entscheidende Maßnahme war, um nach der Verlegung der Hauptstadt von Akim-Abuakwa von Banso nach Kyebi (heute Kibi) im Jahre 1742 der inneren und äußeren Bedrohung Herr zu werden, der Akim-Abuakwa durch die starke territoriale Erweiterung infolge der Einverleibung des Akwamu-Reiches nach 1730 gegenüberstand.
Die oder der Asafo war in Akim-Abuakwa eine zweiteilige Organisation, die sich zusammensetzte aus:
1. die oder der Dorf-Asafo
2. die oder der Amantoomiensa (National-Asafo)

### Dorf-Asafo
Die Dorf-Asafo umfasste alle Männer einer Lokalität, sofern diese zum kriegerischen Kampfe körperlich in der Lage waren, mit Ausnahme von Amts- oder Stuhlinhabern, die in irgendeinen Zusammenhang mit dem Ofori-Stuhl gebracht werden konnten (bis zur Mitte des 19. Jahrhunderts).
Der Führer der Dorf-Asafo war der Asafoakye, zumindest in Friedenszeiten und manchmal auch in Kriegszeiten. Er wurde vom Odikro (Dorfhäuptling und Stuhlinhaber) und seinen Mpaninfoo (die Gesamtheit der Stuhlälteren, des Dorfältestenrat, der Kanzler oder Ratgeber) ernannt. In Fante führte der Dorf-Asafo-Führer daneben auch den Titel Supi, während sein Adjutant den Titel Sripi führte. Das Amt des Asafoakye war hauptsächlich geschaffen worden, um im Notfall möglichst schnell mobilisieren und möglichst schnell mobilisieren zu können. Auf Anweisung des Odikro oder der Dorfältesten hatte dann ein Asafoakye mittels Schlagen der Asafotwene (twene = Trommel) zu rufen und zu sammeln. Einmal versammelt bildeten die Krieger unverzüglich vordefinierte Kampfeinheiten (Mpasua) und unterstanden von diesem Zeitpunkt an nicht mehr dem Kommando des Asafoakye, sondern ihren jeweiligen Asafohenes, d. h. den militärischen Kommandeuren ihrer Asafo-Untereinheiten., welche in der Regel von den Stuhlinhabern oder deren Beratern gestellt wurden. Es sei denn, der Stuhlinhaber wurde zu speziellen Aufgaben abkommandiert, dann hat auch schon mal der Asafoakye diesen Posten übernommen. Im Falle dass nicht, revertierte der bisherige Asafoakye auf die Position eines gewöhnlichen Kriegers oder Dorfeinwohners.
Jede Asafo-Einheit hatte ihre eigene Trommel, ihre eigenen Orden, ihren eigenen Treue-Schwur und ihre eigene Gesetzes-Statuten.

### Amantoomiensa (National-Asafo)
Die oder der Amantoomiensa entstand aus dem Zusammenschluss der Asafo-Einheiten von acht bestimmten Dörfern, die im Umkreis von wenigen Kilometern um Kyebi (Kibi) herum gelegen sind. Diese acht Dorfkontigente werden untergliedert in drei Untergruppen, die historisch entstanden sind und woher auch der Name stammt: Amanto ist dabei der Ausdruck für die Gesamtheit mehrerer Dörfer und mmiensa bedeutet drei. Es handelte sich dabei um folgende Dörfer:
1. Gruppe:
Apapam
Afiesa (geführt von Apapam)
Ahwenease
Adadiantam
2. Gruppe:
Tete (Asikam)
Pano (geführt von Tete)
Wirenkyirem
3. Gruppe:
Apedwa (allein)
Die oder der Amantoomiensa ist geschaffen worden, um hauptsächlich den Ofori-Stuhl bzw. dessen Besetzer, d. h. den König von Akim-Abuakwa zu schützen, insbesondere im Falle einer plötzlichen Invasion. Anstelle von Amanoomiensa führten die Mitglieder dieser Einheit auch den Titel Ofori Nkonnwa ho asraafoo (Krieger des Ofori-Stuhles).
Daneben existiert auch die Überlieferung, dass der Ursprung der Amantoomiensa auf die Adumpiafoo (Pfadfinder) zurückgeht, die einst den mythischen König Aninkwata begleiteten, als er und sein Stamm nach Banso wanderten (1. Hälfte 17. Jh.). Die Adumpiafoo-Leute waren es, die etwas später in der Nähe von Pano die Ortschaft Tete gründeten. Die Mitglieder der Amantoomiensa waren und sind auch zum größten Teil Mitglieder jener Familien, welche sich als „Besitzer des Landes“ verstehen, auf dem das spätere Tete erbaut wurde. Nach der Erbauung von Tete bildeten Pano und Tete eine gemeinsame eigene Militäreinheit und auch -hoheit in Form des Asiabrenyawafoo (Patrouillen). In der 2. Dekade des 18. Jahrhunderts kam Apapam zum Amantoomiensa hinzu, das allerdings eine eigene Militäreinheit bildete, welche Kwawiredu genannt wurde. Aus Anlass des ersten Todestages des Aschanti-Königs Osei Tutu I. (wahrscheinlich im Jahre 1718), welcher im Jahre zuvor von Akimern getötet worden war, befürchtete man einen allgemeinen Angriff der Aschanti auf Akim. Aufgrund dieser Befürchtung bat auch die Asafo von Apedwa um die Aufnahme in den Bund der Beschützer des Ofori-Stuhles. Sie wurden aufgenommen und stellen seitdem die dritte Gruppe innerhalb des Amantoomiensa, d. h. neben der Asiabrenyawafoo und der Kwawiredu. Die übrigen fünf Mitglieder kamen erst unter Ofori Panin's Nachfolger hinzu.
Einen Frieden zwischen Akim und Asante gab es nicht zwischen 1701 und dem August 1826 (Schlacht von Akantamansu), wenn man einmal von der Zeit des Todes von Asantehene Osei Tutu (1718 ?) und der Thronbesteigung von Opoku Ware als Aschantikönig im Jahre 1728 absieht. Erst nach der Schlacht von Akantamansu kehrte, nach fast 130 Jahren Kriegszustand, einigermaßen Ruhe ein. Eine ähnliche Situation bestand zwischen Akim und Akwamu seit Mitte des 17. Jahrhunderts, die erst mit der Einverleibung Akwamus im Jahre 1730 ihr Ende fand. Besonders das Jahr 1764 blieb hinsichtlich der Auseinandersetzungen in schlimmer Erinnerung, als eine aschantische Armee unter der Führung des Asantehene Osei Kwadwo in Akim-Abuakwa einrückte und die Hauptstadt Kyebi besetzte. Etwa 400 Akimer wurden damals öffentlich hingerichtet und der Rest der akimischen Einwohnerschaft, derer man habhaft werden konnte, in die Sklaverei verkauft. In diesen Jahren des Kriegszustands hatte Akim-Abuakwa massiv aufgerüstet und die Asafo-Kompanien vornehmlich mit dänischen Gewehren ausgestattet, die zu großen Teilen mit Gold bezahlt wurden.

## Asafo in Aschanti
Taktisch gesehen war das Aschanti-Heer nach altem asiatisch-arabischem Vorbild aufgebaut und vom Organisatorischen her war es nach ägyptisch-marokkanischem Muster eingerichtet, was nicht zuletzt auch den traditionell freundschaftlichen Handelskontakten zwischen dem König von Asante und dem Sultan (Scherifen) von Marokko zu verdanken war. Den Hauptkörper des Aschanti-Heeres bildeten die Asafo-Einheiten, welche aus den kampffähigen Männer einer bestimmten Ortschaft oder mehrerer benachbarter Ortschaften oder eines bestimmten Stadtquartiers vereinte. Dies konnte (musste aber nicht) mit den kampffähigen Männern eines bestimmten Clans (der matrilinearen Abusua) identisch sein. Man stellte dabei die Asafos so zusammen, dass dabei eine mehr oder weniger konstante Mannschaftsstärke von etwa 500 Mann entstand, die aber in Ausnahmefällen auch bis zu 1000 Mann aufgestockt werden konnten. Die Führer der Asafo-Einheiten galten in der Aschanti-Gesellschaft als „Männer zweiten Ranges“ und wurden zumeist von den Oberhäuptern jener Familien gestellt, deren Mitglieder den Hauptanteil der Asafo bildeten. Als das Aschanti-Heer unmittelbar vor der Schlacht von Essemako bei Boquysewo lagerte, vereidigte der Asantehene 77 Kriegshauptleute (= Führer der Asafo-Einheiten), was im Durchschnitt ungefähr 530 Mann pro Asafo-Einheit ergibt. In der Schlacht bei Essemako standen am 21. Januar 1824 den Briten und Fantis etwa 40.000 bis 50.000 Aschanti-Krieger gegenüber. Die Schlacht endete mit einer vernichtenden Niederlage der Briten und kostete u. a. auch dem damaligen britischen Gouverneur das Leben.
Der jeweilige Asafo, so der Titel des Führers einer Asafo-Einheit, musste vor der Schlacht folgenden Eid ablegen:
„Ich rufe an den verbotenen Namen .... (Es folgt der Name des Königs, den auszusprechen sonst verboten war.), ich verkünde dem großen verbotenem Namen, dass, wenn ich nicht in diesen Krieg gehe und den Feind den Rücken zeige, oder wenn ich eine Kugel abschieße, die zu kurz fällt, und ich ihr sonst nicht folge (d.h. weiter vorgehe) oder wenn ich fliehe, ich den großen, verbotenen Namen beleidigt habe. Dann habe ich beleidigt den großen, verbotenen Namen des....“

Sofort nach der Eidesleistung musste aus dem Feldlager in Richtung Feind abmarschiert werden. Ab diesen Zeitpunkt wurden Haar und Bart der Krieger bis zur Beendigung des Krieges nicht mehr geschoren. Die Kriegshauptleute der Aschanti hatten Selbstmord zu begehen, wenn sie gegen ihren Eid verstießen oder sie in die Hand des Feindes fielen. Für den letzteren Fall hatte man in der Regel eine kleine Ampulle mit Gift bei sich.
Neben dem Asafo als Führer gab es auch noch eine Art Ältestenrat in jeder Asafo-Kompanie, der mit in die militärische Führungsstruktur integriert war. Die untersten Strukturen im Aschanti-Heer bildeten die sog. Fekuo-Einheiten. Das waren reine Organisationsstrukturen und umfassten jeweils etwa 100 Mann, also Kompaniestärke nach europäischen Maßstäben. Auch wenn die Asafo-Einheiten von den Europäern zumeist als Kompanien bezeichnet wurden, waren Asafo und Fekuo nicht identisch. Eine Asafo bestand immer aus mehreren Fekuo. Fekuo war auch gleichzeitig der Titel des Führers einer Fekuo-Einheit.